# سايمون كالو
سايمون كالو (بالإنجليزية: Simon Callow)‏ (و. 1949 – م) هو ممثل، وممثل تعبيري من المملكة المتحدة .

## التعليم
تعلم في جامعة الملكة في بلفاست

## جوائز
حصل على جوائز منها:
- جائزة المسرح العالمي (2002)[5]
- قائد وسام الامبراطورية البريطانية
- جائزة نقابة ممثلي الشاشة عن الأداء المتميز من قبل الممثلين في السينما  [لغات أخرى]‏.

## روابط خارجية
- سايمون كالو على موقع IMDb (الإنجليزية)
- سايمون كالو على موقع روتن توميتوز (الإنجليزية)
- سايمون كالو على موقع قاعدة بيانات الأفلام العربية
- سايمون كالو على موقع ألو سيني (الفرنسية)
- سايمون كالو على موقع ميوزك برينز (الإنجليزية)
- سايمون كالو على موقع أول موفي (الإنجليزية)
- سايمون كالو على موقع قاعدة بيانات برودواي على الإنترنت (الإنجليزية)
- سايمون كالو على موقع قاعدة بيانات الأفلام السويدية (السويدية)
- سايمون كالو على موقع إن إن دي بي (الإنجليزية)
- سايمون كالو على موقع ديسكوغز (الإنجليزية)